# 卓长立
卓长立（1963年—），山东曲阜人，汉族，中华人民共和国政治人物、第十二届全国人民代表大会山东地区代表。济南阳光大姐服务有限公司董事长。
毕业于中央党校经济管理专业。加入中国共产党。2013年，担任全国人大代表。2018年2月24日，当选为第十三届全国人大代表。